# North Cowichan
North Cowichan (mit vollständigem Namen Corporation of the District of North Cowichan) ist eine Gebietsgemeinde (District Municipality) in der kanadischen Provinz British Columbia. Die Gemeinde gehört zum Cowichan Valley Regional District und liegt an der Ostküste von Vancouver Island.

## Lage
Die Gemeinde liegt an der Küste der Straße von Georgia etwa 5 km nördlich von Duncan, bzw. etwa 25 km südöstlich von Ladysmith. Die Gemeinde wird in Nord-Süd-Richtung vom Highway 1, hier gleichzeitig auch der Trans-Canada Highway, passiert. Südlich der Gemeinde zweigt der Highway 18, der „Cowichan Valley Highway“, vom Highway 1 ab.

## Geschichte
Lange bevor dieses Gegend von europäischstämmigen Siedlern und Holzfällern besiedelt wurde, war sie Siedlungs- und/oder Jagdgebiet verschiedener Stämme der First Nations, hier hauptsächlich der Halalt und der Chemainus, Gruppen der Küsten-Salish.
Bereits am 18. Juni 1873 erfolgte die Zuerkennung der kommunalen Selbstverwaltung für die Gemeinde (incorporated als District Municipality). Sie gehört damit zu den ältesten 25 Gemeinden in British Columbia, die alle bereits vor 1900 offiziell gegründet wurden.

## Demographie
Die offizielle Volkszählung, der Census 2016, ergab für die Gemeinde eine Bevölkerungszahl von 29.676 Einwohnern, nachdem der Zensus im Jahr 2011 für die Gemeinde noch eine Bevölkerungszahl von 28.807 Einwohnern ergab. Die Bevölkerung hat dabei im Vergleich zum letzten Zensus im Jahr 2011 um 3,0 % zugenommen und sich damit schwächer als der Provinzdurchschnitt, mit einer Bevölkerungszunahme in British Columbia um 5,6 %, entwickelt. Auch im Zensuszeitraum 2006 bis 2011 hatte die Einwohnerzahl in der Gemeinde schwächer als die Entwicklung in der Provinz um 4,5 % abgenommen, während sie im Provinzdurchschnitt um 7,0 % zunahm.
Für den Zensus 2016 wurde für die Gemeinde ein Medianalter von 50,0 Jahren ermittelt. Das Medianalter der Provinz lag 2016 bei nur 42,3 Jahren. Das Durchschnittsalter lag bei 45,8 Jahren, bzw. bei 42,3 Jahren in der Provinz. Zum Zensus 2011 wurde für die Gemeinde noch ein Medianalter von 47,1 Jahren ermittelt. Das Medianalter der Provinz lag 2011 bei nur 41,9 Jahren.